# La Croisière fantastique
La Croisière fantastique est une série de bande dessinée belge du dessinateur Rosinski et du scénariste Smit le Bénédicte alias Mythic, publiée dans les hebdomadaires Spirou et Tintin, éditée en album par Le Lombard en 1987 et 1988 (2 volumes).

## Synopsis
Au XVIIIe siècle, l'équipage de la Black Mary vogue d'île en île, vivant à chaque fois des aventures ahurissantes: fontaines magiques, esclavagistes fantômes, sorciers, monstres, etc.

## Personnages
- Mac (Mac Hinchouet), la vigie. Écossais moustachu au sang bouillant, il manie également l'humour verbal et la hache des Highlands. C’est toujours le moteur de l’aventure.
- Le capitaine Watt, anglais bon teint, arrogant et malchanceux
- Sylvester, l’homme de barre, ami de Mac

## Publications en français

### Revues
- Spirou
- Tintin

### Albums
- 1 L'Île des marées, Le Lombard, 1987
Scénario : Smit le Bénédicte - Dessin : Grzegorz Rosiński
- 2 Les Déesses d'eau, Le Lombard, 1988
Scénario : Smit le Bénédicte - Dessin : Grzegorz Rosiński